# Інформаційні ресурси
Інформаці́йні ресу́рси (Information resources) — документи і масиви документів в інформаційних системах (бібліотеках, архівах, фондах, банках даних, депозитаріях, музейних сховищах і т.і.) чи інформаційних продуктів певного призначення, що необхідні для забезпечення інформаційних потреб споживачів у визначеній сфері діяльності:140. Розрізняють інформаційні ресурси державні та недержавні.
Інформаційний ресурс — сукупність документів у інформаційних системах (бібліотеках, архівах, банках даних тощо).

## Види інформаційних ресурсів
Види інформаційних ресурсів:
- Новинні стрічки, online-новини, найпоширеніше використання, яких є у закритих, відкритих та гібридних формах доступу. Наприклад офіційні чи закриті сторінки на платформах https://facebook.com [Архівовано 26 жовтня 2019 у Wayback Machine.] та https://www.linkedin.com [Архівовано 19 травня 2022 у Wayback Machine.] сторінки відносяться до гібридних форм доступу. Де здебільшого необхідна авторизація користувача, або ж дозвіл на перегляд прихованої інформації.
- Підписки на електронні копії періодичних видань. Деякі газети і журнали випускають свої повні електронні копії і надають до них доступ.
- Доступ до електронних архівів і баз даних, що містить інформацію з найрізноманітніших питань.
- Аналітичні звіти і дослідження. Замість того, щоб надавати клієнту доступ до баз даних, компанія може сама, за замовленням клієнта, провести аналіз зберігаються в базі матеріалів та підготувати для клієнта звіт по його питанню.
- Власні аналітичні матеріали і прогнози. Поряд з аналізом баз даних, компанія може своїми силами аналізувати ринки, політичну та економічну ситуацію і робити свої прогнози та дослідження.

## Типи інформаційних ресурсів
Інформація в FTP-архівах розділена на три категорії:
- Захищена інформація, режим доступу до якої визначається її власниками і дозволяється за спеціальною угодою із споживачем. До цього виду ресурсів належать комерційні архіви (наприклад, комерційні версії програм в архівах ftp.microsoft.com або ftp.bsdi.com), закриті національні та міжнародні некомерційні ресурси (наприклад, роботи за міжнародними проектами CES або IAEA), приватна некомерційна інформація з спеціальними режимами доступу (приватні благодійні фонди, наприклад).
- Інформаційні ресурси обмеженого використання, до яких відносяться, наприклад, програми класу shareware (Trumpet Winsock, Atis Mail, Netscape, і т. ін.). В даний клас можуть входити ресурси обмеженого часу використання (поточна версія Netscape перестане працювати в червні якщо тільки хтось не зламає захист) або обмеженого часу дії, тобто користувач може використовувати поточну версію на свій страх і ризик, але ніхто не буде надавати йому підтримку.
- Вільно розповсюджувані інформаційні ресурси або freeware, якщо мова йде про програмне забезпечення. До цих ресурсів відноситься все, що можна вільно отримати по мережі без спеціальної реєстрації. Це може бути документація, програми або що-небудь ще. Найвідомішими вільно розповсюджуваними програмами є програми проекту GNU Free Software Foundation. Слід зазначити, що вільно розповсюджується програмне забезпечення не має сертифіката якості, але як правило, його розробники відкриті для обміну досвідом.